# Zwanglose Gesellschaft München
Die Zwanglose Gesellschaft München ist einer der ältesten Münchener Herrenclubs.

## Geschichte

### Gründung 1837

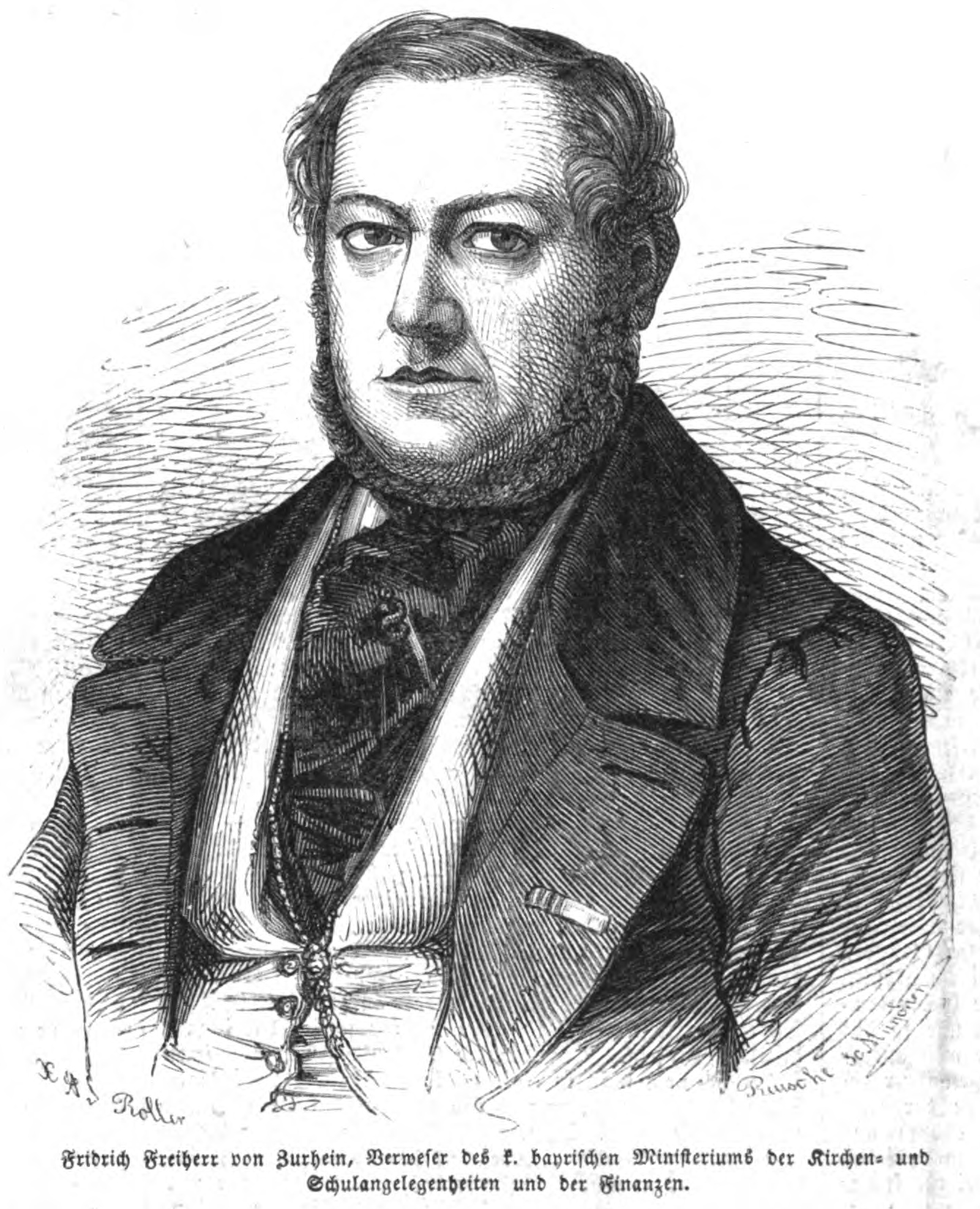
Friedrich Carl Freiherr von Zu Rhein (Grafik von Roller, 1847)

Im Juni 1837 gründete eine Gruppe spätromantischer Dichter in der Junemannschen Weinwirtschaft in München die Zwanglose Gesellschaft. Die Idee dazu hatte Franz von Elsholtz, der sich als Verfasser von Komödien einen Namen gemacht hatte, zusammen mit dem dichtenden Diplomaten Apollonius von Maltitz und dem Verwaltungsbeamten Friedrich Freiherr von Zu Rhein. Diese Dichter wollten der Pflege von Literatur und dem Austausch untereinander einen geselligen Rahmen geben ohne die Regeln eines Vereins.

### 1837 bis 1852

Erstürmung der Improvisierleier durch die Zwanglosen (Aquarell von Franz Graf von Pocci)

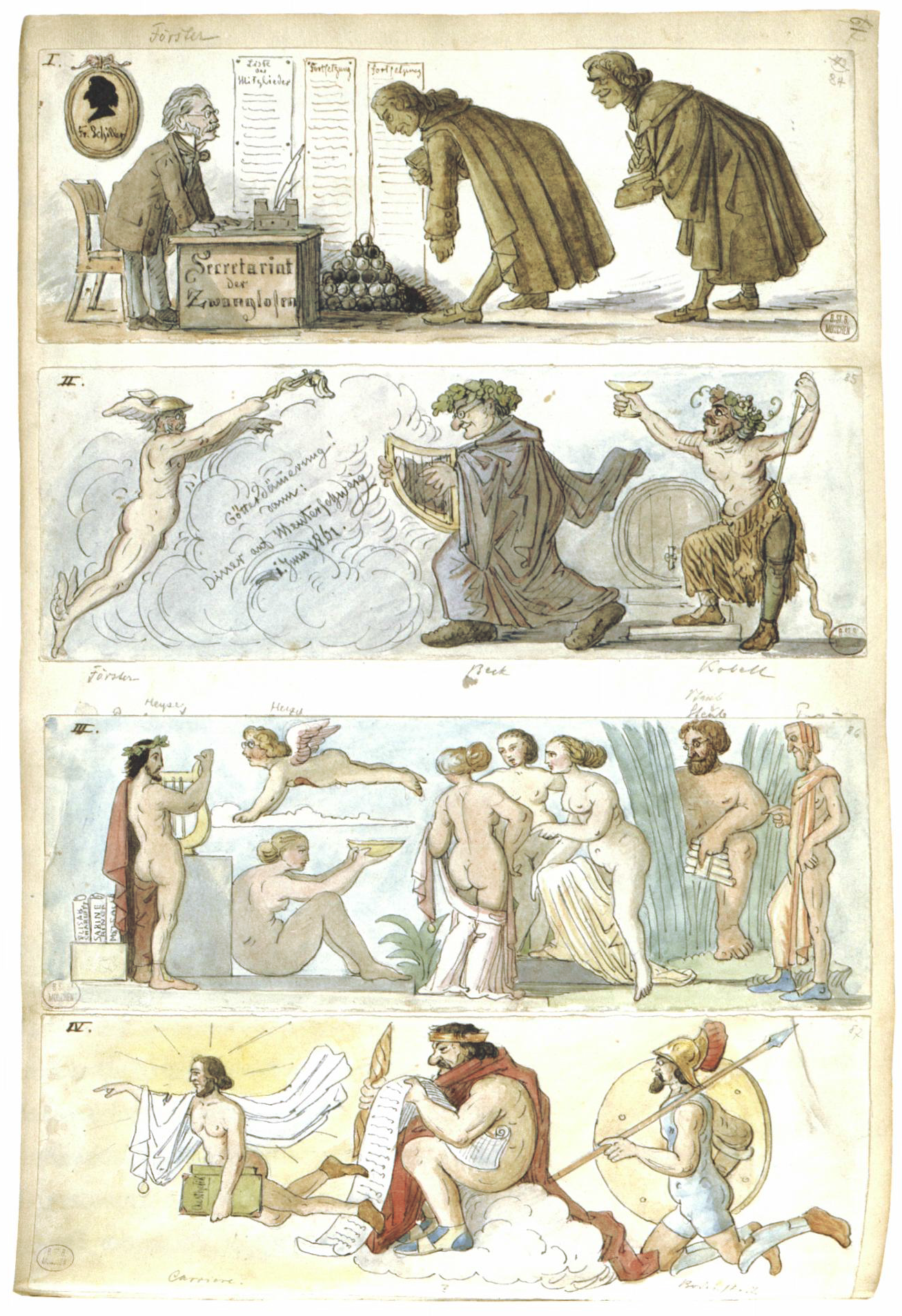
Satirische Darstellung der Künstlerfeste, Franz Graf von Pocci um 1840

Die Mitglieder der Gründungsphase sind aus schriftlichen Dokumenten nicht lückenlos nachzuweisen, können jedoch zum Teil aus den frühen Zeichnungen des Grafen Pocci rekonstruiert werden. Es waren dies neben den drei genannten Stiftern
Friedrich Beck, Sebastian Franz von Daxenberger, Ernst Ehrenbaum, Ernst Förster, Wilhelm Freiherr von Gumppenberg, Franz von Kobell, Carl Friedrich Philipp von Martius, Hans Ferdinand Maßmann, Karl Friedrich Neumann, Franz Graf von Pocci, Ludwig Steub sowie Friedrich Wilhelm von Thiersch. Wahrscheinlich gehörten der Gesellschaft bereits frühzeitig auch Eduard von Schenk an, ferner der spätere bayerische Justizminister Karl von Kleinschrod, der Maler und Schriftsteller Alois Büssel, der Regierungsrat und Schriftsteller Eduard Fentsch, der Oberappellationsrat Christian Carl von Glück, der Philologe Franz von Paula Hocheder, der Forstmeister Karl Freiherr von Mettingh, der spätere Reichsrat Julius Freiherr von Niethammer, der Botaniker Joseph Gerhard Zuccarini, der kgl. Geheime Rat von Ritter, der Geologe Karl Emil von Schafhäutl, der Advokat Anton von Schauß, der Germanist Johann Andreas Schmeller, der Pandektist Johann Adam von Seuffert, der Historiker
Johann Michael von Soeltl, der Jurist Otto Freiherr von Völderndorff, der Staatsrat Carl Weichselbaumer. Seit 1843 waren auch der Dichter Friedrich Güll und der Maler Moritz von Schwind Mitglieder der Gesellschaft.

### Seit 1853
Bis zum Jahr 1852 besaß die Gesellschaft keine Satzung. Unter Zwanglosigkeit wurde der damals ungewöhnliche Verzicht auf Adelstitel, akademische Ränge im Umgang miteinander angesehen. Ebenso war es den Mitgliedern freigestellt, zu den Treffen zu kommen oder nicht. Die Idee war, alle in München dichterisch oder schriftstellerisch Tätigen zu zwanglosen Zusammenkünften zu versammeln. Die einzige Verpflichtung war, dass jedes Mitglied mindestens einmal ein eigenes oder ein für ihn interessantes Werk zum Vortrag brachte.
Nachdem das Bayerische Vereinsgesetz vom 26. Februar 1850 ein Vereinsstatut erzwang, galt gemäß Par. 1 der Vereinssatzung vom 24. November 1852: „Die Zwanglose Gesellschaft besteht zu dem Zweck gegenseitiger Mittheilungen eigener und fremder Leistungen auf dem Gebiete der schönen Literatur“. 1854 wurde der Kreis erweitert, so dass auch Wissenschaftler, Künstler, Ärzte, Musiker und Juristen Mitglieder werden konnten, so u. a. Bernhard von Gudden, der Psychiater König Ludwigs II, der sogar für kurze Zeit Geschäftsführer der Zwanglosen war.
Politik und Religion waren die einzigen Themen, die bei den Zusammenkünften der „Zwanglosen“ nicht diskutiert wurden. So konnten katholische und protestantische Mitglieder ohne Reibereien miteinander „...Reime schmieden und Verse leimen“.

### Jetztzeit
Die „Zwanglose Gesellschaft“ existiert weiterhin als ein traditionsreicher Herrenclub, in den Neumitglieder nur nach Vorstellung durch einen „Paten“ und nur einstimmig im Wege der Kugelung aufgenommen werden.
Vorsitzender ist seit Oktober 2024 Johannes Oldenbourg. Von 1985 bis 2012 war Heinrich Künzler Geschäftsführer der Gesellschaft (verst. 2. September 2015), von 2012 bis 2019 Jürke Grau (verst. 25. Dezember 2022), von 2019 bis 2024 Dieter Adam. Im Oktober 2023 wurde das Amt des Geschäftsführers in „Vorsitzender“ umbenannt.
Die Zwanglosen treffen sich jeden Mittwoch; das Stiftungsfest wird traditionsgemäß um den Dreikönigstag begangen. Die von den Mitgliedern der Gesellschaft bei den allwöchentlichen Treffen während der Vortragszeit gehaltenen obligaten Vorträge werden dem Archiv der Zwanglosen Gesellschaft in der Handschriften-Abteilung der Bayerischen Staatsbibliothek übergeben. Die Zwanglosen sind kein eingetragener Verein.
Die aktuellen Tätigkeit der Zwanglosen findet sich im Schaufenster auf der Website.

## Festschriften
Eine erste Festschrift zum 100-jährigen Bestehen mit vielen Details der Vereinsgeschichte, Aufsätzen, Gedichten, Fotografien und z. T. farbigen Zeichnungen, u. a. von Pocci, erschien 1937, eine zweite Festschrift 1987 zum 150-jährigen Bestehen; Weiter eine Broschüre zum 175. Jubiläumsfest am 22. Juni 2012 in der Alten Münze, München, 2012.
Für das 200-jährige Bestehen der Gesellschaft im Jahr 2037 ist die Herausgabe eines Lexikons in Vorbereitung, in dem über sämtliche Mitglieder seit Bestehen der Gesellschaft je eine Seite mit Informationen über Leben und Wirken enthalten ist.

## Bedeutende Mitglieder

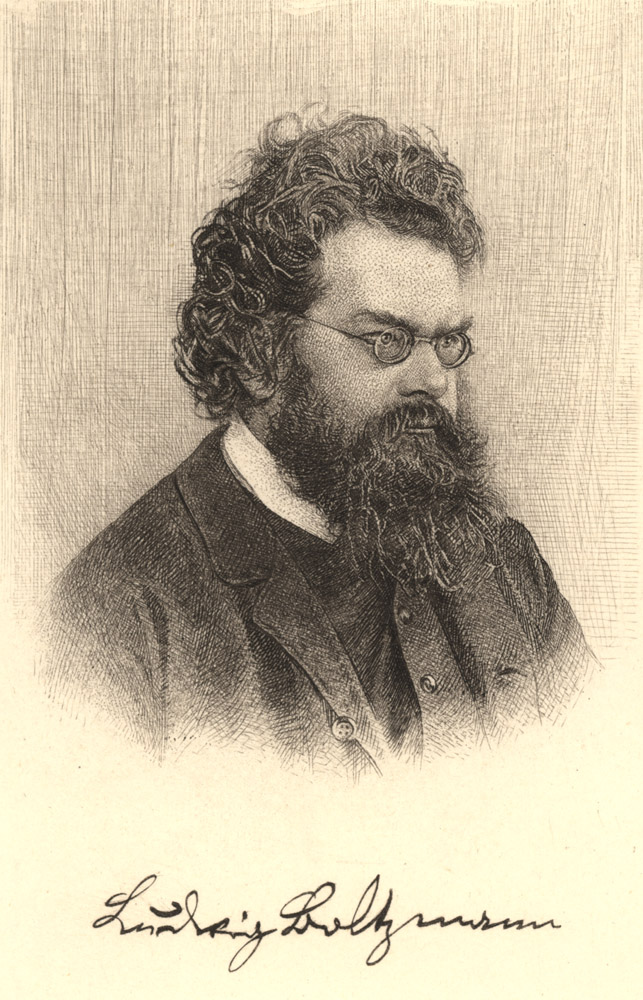
Boltzmanns Bild in der Dibner-Kollektion

Zeitangabe = Dauer der Mitgliedschaft
- Carl Ludwig Arndts von Arnesberg, Jurist, Professor und Politiker, 1852–1855
- Adolf von Baeyer, Chemiker (Nobelpreis 1905),1887–1917
- Karl August Baumeister, Schulpädagoge und Schriftsteller, 1882–1922
- Werner Bergengruen, Schriftsteller, 1937–1964
- Hermann Baumgarten, Historiker, 1852–1856
- Friedrich Beck, Schriftsteller, Gelehrter, 1837–1867
- Eduard Berend, Literaturwissenschaftler, 1912–1927
- Ludwig Boltzmann, Physiker und Philosoph, 1891–1893

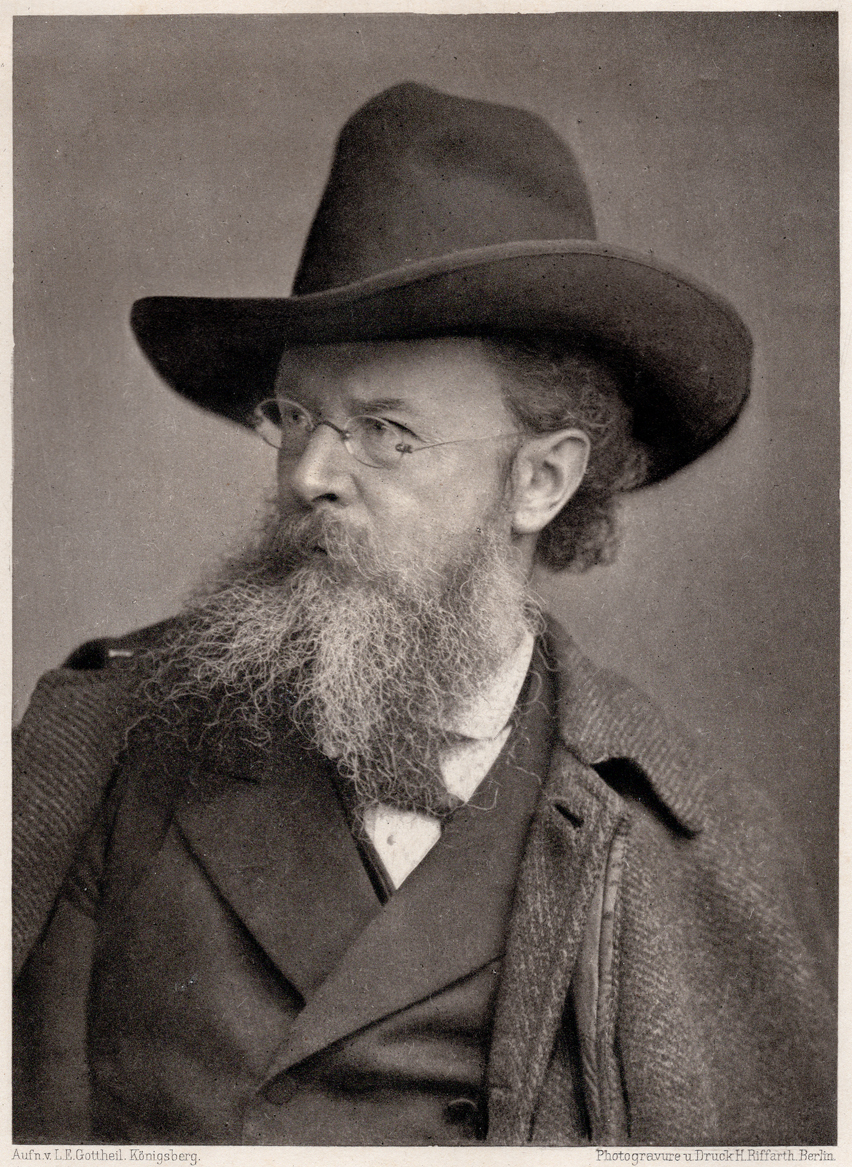
Felix Dahn

- Felix Dahn, Historiker, Dichter, Jurist, 1859–1863

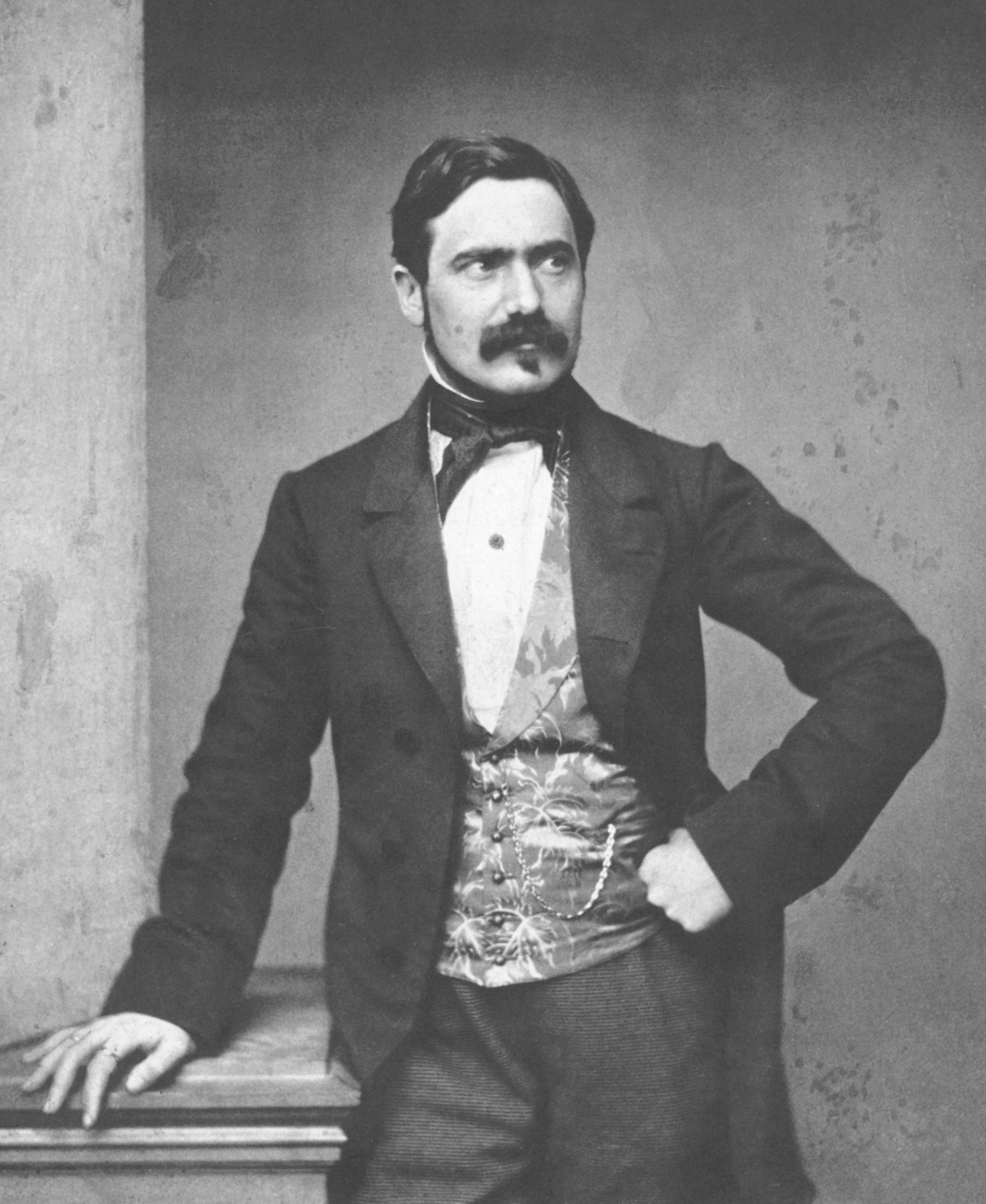
Max von Pettenkofer ca. 1860

- Erich von Drygalski, Geograph, 1907–1949
- Emanuel Geibel, Dichter, 1852–1858
- Bernhard von Gudden, Psychiater, 1871–1886
- Franz Hanfstaengl, Verleger, Photograph, 1855–1877
- August Heisenberg, Byzantinist, 1922–1930
- Paul Heyse, Dichter (Nobelpreis 1910), 1855–1874
- Georg Hirth, Schriftsteller, Verleger, 1871–1889
- Wilhelm von Kaulbach, Maler, Direktor der Kunstakademie, 1852–1874
- Hermann von Kaulbach, Maler, 1871–1909
- Karl Klingler, Geigenvirtuose, Komponist, Musikpädagoge und Hochschullehrer, 1950–1971
- Franz von Kobell, Mineraloge, Dichter, 1837–1882
- Franz Lachner, Komponist und Dirigent, 1859–1890
- Max von Lerchenfeld, Gutsbesitzer und Mitglied des Reichstags, 1881–1893
- Hermann Levi, Dirigent und Komponist, 1872–1900
- Justus von Liebig, Chemiker, 1852–1873
- Georg von Liebig, Mediziner und Klimatologe, 1872–1903
- Rochus von Liliencron, Germanist und Historiker, 1870–1876
- Wilhelm Lindenschmit der Ältere, Maler, 1838–1848
- Frank Löbell, Mathematiker, 1947–1964
- Carl Friedrich Philipp von Martius, Naturforscher, Botaniker und Ethnograph, 1837–1868
- Hans Ferdinand Maßmann, Germanist und Sportpädagoge, 1837–1843
- Robert von Mohl, Staatsrechtslehrer, Diplomat, 1867–1871
- Julius Naue, Maler, Zeichner, Radierer und Archäologe, 1878–1898
- Karl August Freiherr von Perfall, Jurist, Komponist und Intendant der bayerischen Hoftheater, 1859–1907
- Max von Pettenkofer, Chemiker und Hygieniker, 1852–?
- Theodor August Ludwig Pixis, Maler und Zeichner, Illustrator und Radierer, 1863–1907
- Franz Graf von Pocci, Zeichner, Schriftsteller, Musiker und Komponist, 1837–1875
- Karl Friedrich Scheid, Psychiater, 1906–1945
- Arnold Sommerfeld, Mathematiker und Physiker, 1926–1951
- Ludwig Steub, Schriftsteller und Jurist, 1837–1885

## Geschäftsführer / Vorsitzende

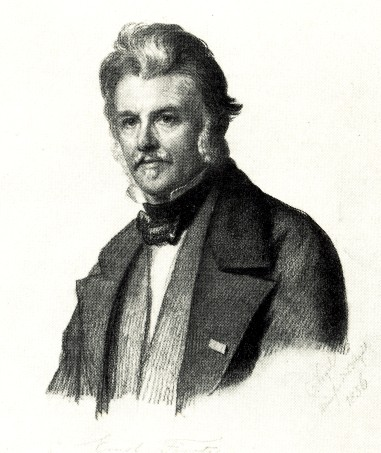
Ernst Förster (1856)

- Friedrich Wilhelm von Thiersch (Präsident) 1837–1860
- Ernst Förster 1843–1885
- Bernhard von Gudden 1885–1886
- Franz von Winckel 1886–1892
- Max Haushofer 1892–1900
- Franz von Winckel 1900–1912
- Karl Dürck 1912–1916
- Philipp Maria Halm 1916–1921
- Ernst von Müller 1921–1934
- Gustav Rohmer 1934–1946
- Anton Weiher 1946–1955
- Rudolf Gistl 1955–1959
- Ernst Sommerfeld 1959–1960
- Aloys Wenzl 1960–1966
- Ekhard Nadler 1966–1969
- Alfons Frank 1969–1986
- Heinrich Künzler 1986–2012
- Jürke Grau 2012–2019
- Dieter Adam 2019–2024 (seit Oktober 2023 „Vorsitzender“)
- Johannes Oldenbourg 2024-